# مهرجان رؤى إفريقيا
مهرجان رؤى أفريقيا هو مهرجان سينمائي سنوي أحدث لأول مرة في عام 1985 في مونتريال في كبيك تحت اسم أسبوع السينما الأفريقية، وكان معروفًا باسم «رؤى أفريقيا» في أوائل التسعينيات. يختص المهرجان بالأفلام سينمائية وتلفزيونية الأفريقية بما فيها الأفلام الكندية حول الثقافة الكندية الأفريقية، كما يسلط الضوء على أشكال التعبير الأخرى للثقافة الأفريقية، بما في ذلك معرض الطعام الأفريقي والأحداث المخصصة للرقص والموسيقى والفن والأدب الأفريقي.
بسبب جائحة فيروس كورونا في كندا، تم تنظيم نسخة عام 2020 بشكل افتراضي عبر الإنترنت من خلال موقع «قناة تي في 5 كيبيك كندا».